# Bruno von Montluisant
Bruno von Montluisant (Groß-Enzersdorf, 25 maggio 1815 – Graz, 20 agosto 1898) è stato un generale austriaco, noto in particolare per essere stato il comandante delle truppe austriache nella battaglia di Bezzecca del 1866.

## Biografia
Il barone Bruno von Montluisant nacque nel 1815, figlio dell'ufficiale dell'esercito Johann von Montluisant. Intenzionato a seguire le orme paterne, Bruno entrò ben presto alla scuola di educazione militare per ragazzi del 49º Reggimento di fanteria e venne assegnato quindi al 12º reggimento di fanteria come cadetto. Dopo aver completato la formazione iniziale, il 1º novembre 1833 fece il proprio ingresso nel reggimento dei Tiroler Kaiserjäger ("cacciatori imperiali del Tirolo"), dove avrebbe percorso tutta la sua carriera militare, e il 1º novembre 1834, all'età di 19 anni, divenne sottotenente. Il 1º settembre 1845 fu nominato tenente, grado con cui prese poi parte alla prima guerra d'indipendenza italiana nel 1848.
Durante la campagna del 1848 partecipò alla battaglia di Pastrengo (28-30 aprile), alla battaglia di Curtatone (29 maggio), all'occupazione di Vicenza del 10 giugno, agli scontri di Sona e Sommacampagna del 23 luglio, alla battaglia di Salionze del 24 luglio ed a quella di Custoza del 25 luglio. Il 4 agosto prese parte ad uno scontro che si tenne poco a sud di Milano fra l'esercito austriaco e gli insorti accompagnati dai piemontesi di Carlo Alberto di Savoia, per poi passare agli scontri di Gera e Verceia del 28 ottobre. Nel corso della campagna del 1849 venne coinvolto nella schermaglia di Vercelli del 23 marzo e, conclusasi la guerra, fu promosso capitano dal 1º aprile di quello stesso anno.
Divenuto maggiore il 28 marzo 1855, il barone von Montluisant ottenne il comando del 6º battaglione del suo reggimento col quale prese parte alla seconda guerra d'indipendenza italiana del 1859, combattendo nella battaglia di Magenta del 4 giugno e in quella di Solferino e San Martino del 24 luglio successivo. Per la sua condotta nel corso della campagna, venne onorato con la croce di III classe dell'Ordine della Corona Ferrea. Promosso al rango di tenente colonnello dal 7 febbraio 1860 e poi a quello di colonnello dal 27 dicembre 1864, gli fu assegnato il comando di una mezza brigata incaricata della difesa del Tirolo meridionale nel giugno del 1866 contro gli attacchi ancora una volta dei piemontesi che dalla Lombardia avanzavano in Trentino. Le forze del Tirolo meridionale, al comando del maggiore generale Franz Kuhn von Kuhnenfeld, si scontrarono in questa occasione con le camicie rosse di Giuseppe Garibaldi.
Infatti, nel corso della terza guerra di indipendenza italiana l'esercito guidato dall'arciduca Alberto, benché vittorioso nella battaglia di Custoza del 24 giugno, era stato costretto a ritirarsi dal Veneto verso il Danubio per difendere Vienna dai prussiani che avevano invaso la Boemia ottenendo un'impressionante vittoria a Sadowa il 3 luglio 1866. A presidio del Trentino-Alto Adige contro l'avanzata dei garibaldini erano quindi rimaste le forze del maggiore generale Kuhn, che a metà luglio aveva inviato il colonnello von Montluisant contro le avanguardie italiane stabilitesi a Cimego e guidate da Giovanni Nicotera. Il 16 luglio von Montluisant e gli altri reparti austriaci ben coordinati da Kuhn affrontarono i volontari di Nicotera nella battaglia di Cimego, meglio nota come bataglia di Condino. Successivamente il 19 luglio von Montluisant, con 2600 uomini, 4 cannoni e 8 razzi, s'inoltrò nella Val di Ledro e il 21 luglio si ricongiunse con la mezza brigata del maggiore Philipp Grünne col quale avanzò verso le posizioni appena conquistate dai volontari italiani del Forte d'Ampola. Von Montluisant decise di avanzare ed attaccò l'abitato di Locca, poco a nord di Bezzecca. Le truppe del colonnello austriaco riuscirono dopo duri combattimenti a fare 500 prigionieri del 5º reggimento volontari, catturando tra questi anche il colonnello Giovanni Chiassi mortalmente ferito. Procedendo in direzione di Bezzecca, von Montluisant riuscì a catturare altri 500 prigionieri ma, a quel punto, la controffensiva italiana guidata da Garibaldi e la scarsità di munizioni convinsero il barone a ritirarsi con perdite contenute (6 ufficiali morti sul campo oltre a 19 soldati, 7 ufficiali feriti e 75 soldati feriti) mentre gli italiani avevano avuto circa 100 caduti tra cui il colonnello Chiassi, 250 feriti e più di 1100 prigionieri, di cui 2 ufficiali maggiori e altri 17 ufficiali. La vittoria dei volontari italiani a Bezzecca fu però decisiva e aprì a Garibaldi la via di Trento. Il maggiore generale Kuhn ritirò la maggior parte delle sue forze presso l'Adige dove si scontrò con le forze del generale Giacomo Medici (battaglia di Borgo Valsugana).
Al barone von Montluisant, ritiratosi a Vienna, la sua condtta a Cimego e a Bezzecca valse la croce di cavaliere dell'Ordine Militare di Maria Teresa. Con la cessazione delle ostilità, riassunse poi il comando del suo battaglione e, nel 1868, dell'intero reggimento. Il 1º gennaio 1870 decise di ritirarsi a vita privata col rango di maggiore generale e morì a Graz il 20 agosto 1898.